# میلام، شهرستان هاردی، ویرجینیای غربی
میلام (به انگلیسی: Milam) یک منطقهٔ مسکونی در ایالات متحده آمریکا است که در شهرستان هاردی، ویرجینیای غربی واقع شده‌است. میلام ۳۶۹٫۱۲ متر بالاتر از سطح دریا واقع شده‌است.